# FV721 Fox
Il FV721 Fox Combat Vehicle Reconnaissance (Wheeled) era un'autoblindo ruotata a trazione integrale britannica, realizzata dalla Royal Ordnance Factory Leeds come sostituta della scout car Daimler Ferret e della armoured car Alvis Saladin. Il veicolo entrò in servizio con il B Squadron del 1st Royal Tank Regiment nel 1975 e venne ritirato dal servizio nel 1993-1994.
Lo sviluppo del Fox iniziò nel 1965 e l'anno successivo la Daimler Motor Company, che stava producendo la Ferret, ottenne il contratto per la realizzazione di 15 prototipi. Il primo venne completato nel novembre 1967 e l'ultimo ad aprile 1969. Le prove da parte del British Army iniziarono nel 1968 e il mezzo venne presentato ufficialmente nell'ottobre 1969. Il mezzo venne accettato in servizio l'anno successivo, quando fu assegnato un ordinativo alla ROF Leeds. La produzione in serie iniziò nel 1972 e il primo veicolo fu completato a maggio del 1973.

## Tecnica
Il mezzo aveva un equipaggio di tre uomini, con una torretta dal basso profilo, armata con un cannone da 30 mm RARDEN L/21, alimentato manualmente con clip di tre colpi; la dotazione totale del mezzo era di 99 colpi. L'armamento secondario era costituito da una mitragliatrice coassiale L37A2 calibro 7,62 × 51 mm NATO, con una riserva di 2.600 colpi. Le armi non erano stabilizzate. La torretta era inoltre dotata di due batterie da 4 lanciagranate fumogene. Il mezzo pesava 6,75 t ed era aerotrasportabile. Lo scafo era realizzato in alluminio ed era dotato di schermo di galleggiamento. Mancava di sistema di protezione NBC. Grazie al motore Jaguar da 4,2 litri, 6 cilindri a benzina, il mezzo era il più veloce della sua categoria.
Il Fox fu utilizzato principalmente dalla Royal e Queen's Own Yeomanry, i reggimenti da ricognizione della 2ª Divisione del BAOR. Alcuni esemplari vennero assegnati anche a battaglioni aerotrasportati, corazzati e di fanteria meccanizzata, a formare plotoni da ricognizione. Scafo e torretta in alluminio saldato garantivano la protezione da fuoco di armi leggere e schegge di artiglieria, ma non dal fuoco delle mitragliatrici da .50. Il conduttore sedeva nella parte frontale dello scafo e aveva a disposizione di un portello con iposcopio, che si sollevava ed apriva a destra. La torretta, in posizione centrale, prendevano posto il capocarro-servente a sinistra e il cannoniere a destra. Ognuno di essi disponeva di un portello che si apriva posteriormente. Il mezzo poteva guadare 1 metro d'acqua senza preparazione, mentre in due minuti veniva sollevato lo schermo di galleggiamento e il mezzo galleggiava propulso dalle sole ruote; le prestazioni anfibie erano quindi scarse e lo schermo di galleggiamento venne presto rimosso durante la vita operativa dei mezzi. Tre mezzi potevano essere trasportati da un C-130 Hercules, dei quali due potevano essere paracadutati.

## Varianti

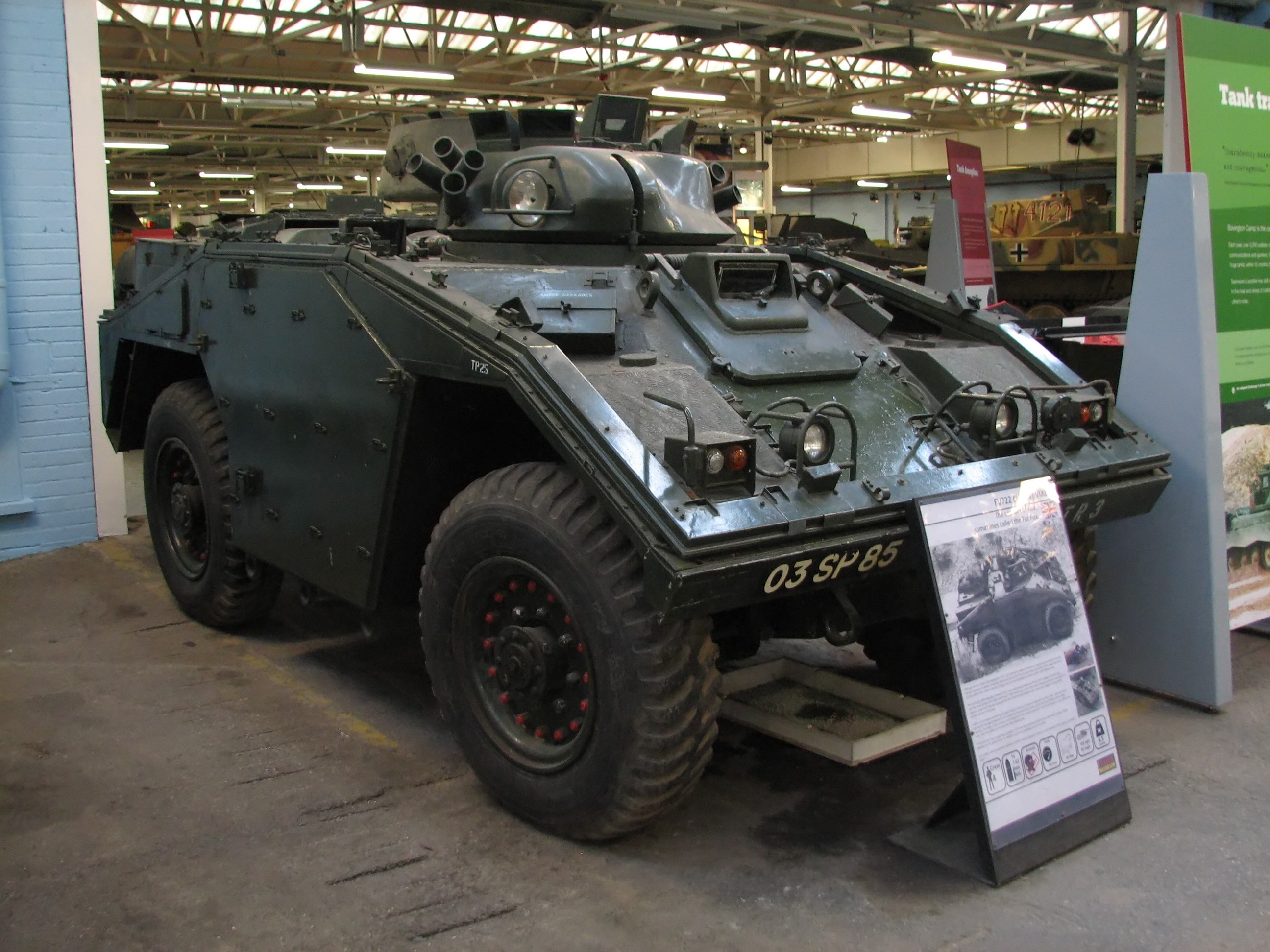
Prototipo di FV722 Vixen esposto al The Tank Museum.

- FV722 Vixen - versione priva di torretta, pianificata e testata ma mai entrata in servizio. Un prototipo è esposto al The Tank Museum di Bovington.
- Polecat - almeno un prototipo realizzato su scafo Fox con torretta monoposto armata di mitragliatrice ad uso generale L7 calibro 7,62 × 51 mm NATO (come quella del FV432) e probabilmente uno con una torretta monoposto più grande, armata di mitragliatrice pesante Browning M2 calibro 12,7 × 99 mm NATO. Entrambi i mezzi vennero proposti per l'utilizzo come veicolo da pattugliamento nell'Irlanda del Nord negli anni novanta.
- Panga - versione da esportazione per la Malaysia, equipaggiata con torretta Helio FVT800[2]. Rimasta a livello di prototipo.
- Fox-Scout - versione da scorta con mitragliatrice calibro 7,62 mm (FN MAG o chain gun) e 4.500 colpi. Rimasta a livello di prototipo.
- Fox 25 - versione armata con chain gun calibro 25 mm in torretta Sharpshooter. Equipaggio: 2. Rimasta a livello di prototipo.
- Fox MILAN - versione cacciacarri lanciamissili con MILAN Compact Turret. Rimasta a livello di prototipo.
- Sabre - la torretta del Fox venne installata su uno scafo FV101 Scorpion, per creare un nuovo veicolo da ricognizione cingolato. Più economico del similare FV107 Scimitar, venne realizzato in 136 esemplari. Le modifiche includevano la riprogettazione dei lanciagranate fumogene, la sostituzione della mitragliatrice con una L94A1 chain gun e l'adozione di cupole per aumentare lo spazio a disposizione per la testa di capocarro e cannoniere. Il mezzo fu assegnato ai plotoni da ricognizione dei battaglioni corazzati e di fanteria meccanizzata, prima del ritiro dal servizio nel 2004[3].
- FV432/30 - un piccolo numero di torrette Fox furono installate su FV432 modificati a metà degli anni settanta per la Berlin Brigade. Il progetto venne abbandonato dopo 13 conversioni.

## Utilizzatori

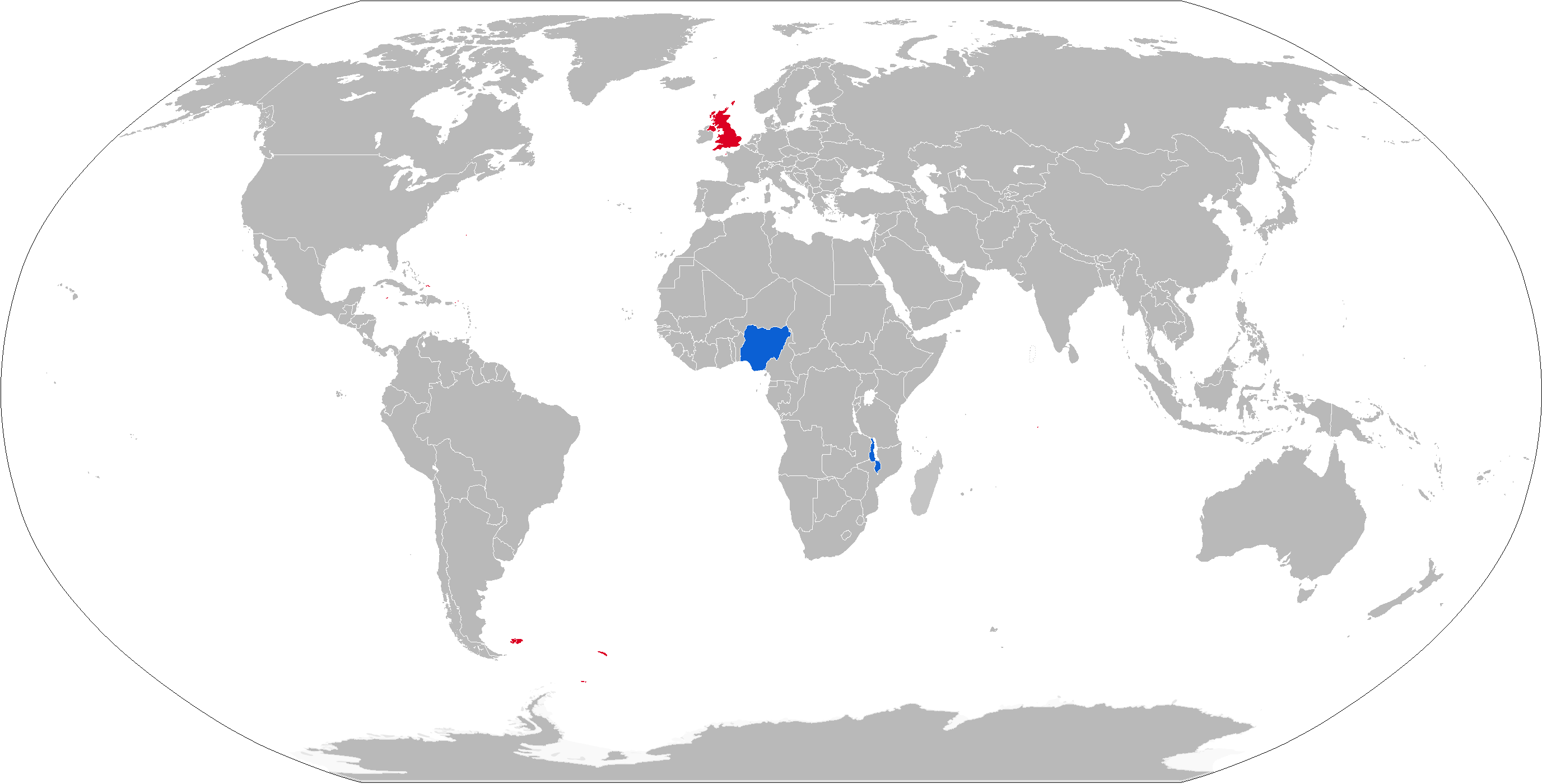
Mappa degli utilizzatori attuali in blu e passati in rosso.

### Utilizzatori attuali
- Malawi - 70/20[4]
- Nigeria - 55/75[4]

### Utilizzatori passati
- Regno Unito - 200